# Stadion Karađorđev park
El Stadion Karađorđev park (en serbio: Стадион Карађорђев парк) es un estadio multiusos utilizado principalmente para partidos de fútbol ubicado en la ciudad de Zrenjanin y actualmente es la sede del FC Proleter 2006. Actualmente, el estadio no cumple los criterios para disputar partidos internacionales bajo los auspicios de la UEFA y la FIFA.

## Historia
La historia del estadio actual comienza en 1948 cuando se inició la construcción de las gradas este, norte y sur. Luego se construyó la tribuna occidental de madera para 3.000 espectadores y como tal el estadio fue inaugurado hasta el 5 de mayo de 1953 con un partido entre FK Proleter Zrenjanin y el Kickers Offenback alemán. En octubre de 1967 la tribuna occidental se quemó en un incendio y en 1968 se reconstruyó y cubrió con una nueva hecha de hormigón.
En el verano de 1984 se renovaron las tribunas este, norte y sur, y luego se colocaron 5.000 asientos de plástico en las tribunas oeste y este para 2006. Los viejos asientos fueron reemplazados por 4.000 nuevos asientos de plástico con respaldo.
Hoy en día el estadio consta de cuatro tribunas, de las cuales la occidental y la oriental están cubiertas con sillas, y la tribuna occidental es la única que tiene techo. A menudo se le conoce con el nombre "Estadio del Parque Karađorđev", aunque el estadio no tiene un nombre oficial, sino que se llama Estadio de la Ciudad.
La mayor asistencia registrada fue de unos 22.000 espectadores, de los cuales 17.890 tenían entradas pagadas, en el partido de la Primera Liga de Yugoslavia entre FK Proleter Zrenjanin y el Estrella Roja de Belgrado (2:0) disputado el 11 de octubre de 1967.
Durante 2019 se realizaron importantes inversiones en el estadio, en octubre se completó la instalación de la nueva pista de atletismo de tartán, mientras que en noviembre, por primera vez desde la construcción del estadio, se instaló iluminación con proyectores.

## Selección nacional
Yugoslavia disputó cuatro partidos en el estadio:
- 6 de noviembre de 1969 ante Suecia (2-0)
- 15 de mayo de 1974 ante Inglaterra (1-0)
- 28 de septiembre de 1984 ante Bulgaria (1-2)
- 1 de junio de 1996 ante Malta (1-0)